# Mao Mao: Heroes of Pure Heart
Mao Mao: Heroes of Pure Heart é uma série animada produzida pela Titmouse Inc. para o Cartoon Network, criada pelo animador e storyboarder americano Parker Simmons. Estreou oficialmente no dia 1 de julho de 2019 nos Estados Unidos e em 14 de outubro de 2019 no Brasil. Em Portugal, estrearam os primeiros 20 episódios no serviço de streaming HBO Portugal no dia 29, um dia antes da sua estreia oficial a 30 de março de 2020 no Cartoon Network Portugal.
A série conta a história de um gato que quer se tornar o maior herói de todos, e pra isso, terá de proteger o Pure Heart Valley (Vale Coração Puro BR) com seu dois parceiros: Badgerclops e Adorabat.
Suas sedes de gravação se localizam em Hong Kong, na China e em Chicago, Illinois nos EUA.
Em 1 de janeiro de 2021, Mao Mao: Heroes of Pure Heart foi adicionado ao serviço de streaming HBO Max. Em 18 de agosto de 2022, foi removido do serviço como resultado da fusão da Warner Bros. Discovery, junto a outros 35 títulos. O Cartoon Network posteriormente removeu todas as referências ao programa de seus sites oficiais, canais do YouTube e feeds do Twitter, porém, por volta de 14 de outubro do mesmo ano, os vídeos no canal do YouTube oficial do Cartoon Network USA voltaram ao ar, com exceção do sneak peek que anunciava a segunda temporada do programa.

## Enredo
Mao Mao e seu parceiro Badgerclops (Texuguloso no Brasil, e Texugão em Portugal), em busca de aventuras, encontram um covil-balão gigante que abrigava os Piratas do Céu. O gato esperava que seria a sua chance de virar uma lenda derrotando aqueles piratas.
Após entrarem no covil eles encontram os piratas Orangusnake, o líder dos piratas e os integrantes do grupo: Ratarang, Ramaraffe, Boss Hosstrich, Steel Wing e Thunder Fist.
Após fugirem do covil, Mao Mao e Badgerclops aterrissam no Pure Heart Valley, onde eles encontram os Sweetypies. Pelo reino estar desprotegido, Mao Mao prefere ficar para defender os habitantes do lugar, e junto com Texuguloso, eles conhecem uma nova parceira, a morcega Adorabat.

## Elenco de Dublagem
A dublagem em português brasileiro da série é feita no Rio de Janeiro pela Bravo Studios.
| Personagem                                 | Dublador                                   | Dublador                                 |
| ------------------------------------------ | ------------------------------------------ | ---------------------------------------- |
| Mao Mao                                    | Parker SimmonsColleen Clinkenbeard (menor) | Hércules FrancoPâmella Rodrigues (menor) |
| Texuguloso (Br) Texugão (Pt) (Badgerclops) | Griffith Kimmins                           | Clécio Souto                             |
| Adorabat                                   | Lika Leong                                 | Aline Guioli                             |
| Secundários                                |                                            |                                          |
| Rei Aristomágno (King Snugglemagne)        | Parker Simmons                             | Alexandre Moreno                         |
| Rufus                                      | Julian Barratt                             | Claudio Galvan                           |
| Macacobra (Orangusnake)                    | Chris McCulloch                            | Márcio Simões                            |
| Marombarafa (Ramaraffe)                    | Debra Wilson                               | Luiz Sérgio Vieira                       |
| Ratorangue (Ratarang)                      | Parker Simmons                             | —                                        |
| Chefestruz (Boss Hosstrich)                | Chris McCulloch                            | Wagner Torres                            |
| Asas de Aço (Steel Wing)                   | Tommy Blacha                               | Samir Murad                              |
| Bao Bao                                    | Chris Prynoski                             | —                                        |
| Shin Mao                                   | Clancy Brown                               | Alexandre Maguolo                        |
| Tanya Keys                                 | Ming-Na Wen                                | Márcia Coutinho                          |
| Melvin Meditante (Meditatin' Melvin)       | Dana Snyder                                | —                                        |

## Episódios
| Temporada | Temporada | Episódios | Exibição original    | Exibição original   | Exibição no Brasil    | Exibição no Brasil    | Exibição em Portugal | Exibição em Portugal |
| Temporada | Temporada | Episódios | Estreia de temporada | Final de temporada  | Estreia de temporada  | Final de temporada    | Estreia de temporada | Final de temporada   |
| --------- | --------- | --------- | -------------------- | ------------------- | --------------------- | --------------------- | -------------------- | -------------------- |
|           | Piloto    | 2         | 3 de junho de 2014   | 2 de julho de 2017  | Anulado               | Anulado               | Anulado              | Anulado              |
|           | 1         | 40        | 1 de julho de 2019   | 17 de julho de 2020 | 14 de outubro de 2019 | 3 de dezembro de 2020 | 30 de março de 2020  | —                    |

### Piloto (2014-2017)
| Número na Série                | Número na Temporada | Título                                  | Estréia            |
| ------------------------------ | ------------------- | --------------------------------------- | ------------------ |
| 0                              | 1                   | "I Love You Mao Mao"                    | 3 de junho de 2014 |
| Mao Mao tenta gravar um vídeo. |                     |                                         |                    |
| 0.1                            | 2                   | "I Love You Mao Mao: Bao Bao's Revenge" | 2 de julho de 2017 |

### 1ª Temporada (2019)
A primeira temporada foi ao ar originalmente em 1 de julho de 2019. No Brasil, teve uma pré-estreia no Youtube, que foi ao ar em 10 de agosto de 2019 às 19h, e a estreia televisiva ocorreu em 14 de outubro do mesmo ano. Em Portugal, o primeiro episódio estreou a 30 de março de 2020.
| Número na Série | Número na Temporada | Título                                                                                         | Escrito e storyboards por            | Exibição                                                          | Código de produção | Audiência (milhões) |
| --- | ------------------- | ---------------------------------------------------------------------------------------------- | ------------------------------------ | ----------------------------------------------------------------- | ------------------ | ------------------- |
| 1 | 1                   | "Eu Te Amo Mao Mao (BR) Adoro-te, Mao Mao (PT)" "I Love You Mao Mao"                           | Nathanael H. Jones e Alexandria Kwan | 1 de julho de 2019 14 de outubro de 2019 30 de março de 2020      | MM101              | 0.27                |
| Mao Mao quebra o coração protetor do Pure Heart Valley e agora terá que o proteger dos seus vilões perversos incluindo o pirata Orangusnake.                                                                      |                     |                                                                                                |                                      |                                                                   |                    |                     |
| 2 | 2                   | "A Aventura Perfeita (BR/PT)" "Perfect Adventure"                                              | Michael Moloney e Parker Simmons     | 1 de julho de 2019 15 de outubro de 2019 30 de março de 2020      | MM102              | 0.26                |
| Adorabat acha que Mao Mao não está vivendo aventuras realmente interessantes e também com Badgerclops, eles procuram uma maneira de sair do tédio em uma aventura.                                                |                     |                                                                                                |                                      |                                                                   |                    |                     |
| 3 | 3                   | "Nada de Atalhos (BR) Sem Atalhos (PT)" "No Shortcuts"                                         | Phil Ahn e Allison Craig             | 8 de julho de 2019 16 de outubro de 2019 2 de abril de 2020       | MM107              | 0.30                |
| Se sentindo inútil na batalha, Adorabat obtém uma perna cibernética concedida por Badgerclops e tenta a adaptar.                                                                                                  |                     |                                                                                                |                                      |                                                                   |                    |                     |
| 4 | 4                   | "Ultraxugo (BR) Ultra-Texugão (PT)" "Ultraclops"                                               | Griffith Kimmins e Nora Meek         | 8 de julho de 2019 17 de outubro de 2019 1 de abril de 2020       | MM106              | 0.28                |
| Badgerclops se sente triste por Mao Mao e Adorabat sempre "pisarem" nele e pra derrotar um monstro, o objetivo é ficar maior, mas quando ele se recusa a voltar ao seu tamanho normal, todos enfrentam seu poder. |                     |                                                                                                |                                      |                                                                   |                    |                     |
| 5 | 5                   | "Aventura na Aeromoto do Mao Mao (BR) A Aventura da Aeromota (PT)" "Mao Mao's Bike Adventure"  | Griffith Kimmins e Nora Meek         | 15 de julho de 2019 18 de outubro de 2019 7 de abril de 2020      | MM114              | 0.38                |
| Mao Mao subestima todos no reino e como consequência...sua aeromoto de voo é roubada. |                     |                                                                                                |                                      |                                                                   |                    |                     |
| 6 | 6                   | "O Término (BR) A Zanga (PT)" "Breakup"                                                        | Phil Ahn e Allison Craig             | 15 de julho de 2019 21 de outubro de 2019 31 de março de 2020     | MM104              | 0.35                |
| Adorabat se sente sozinha por não participar de nenhuma batalha com Mao Mao e Badgerclops. Mas quando a briga entre os mesmos acontece... Adorabat tenta os reunir de novo.                                       |                     |                                                                                                |                                      |                                                                   |                    |                     |
| 7 | 7                   | "Não Estou Impressionado (BR) Não Me Impressionas (PT)" "Not Impressed"                        | Griffith Kimmins e Nora Meek         | 22 de julho de 2019 28 de outubro de 2019 2 de abril de 2020      | MM108              | 0.38                |
| Um Sweetypie acha que as habilidades de Mao Mao não o impressionam. |                     |                                                                                                |                                      |                                                                   |                    |                     |
| 8 | 8                   | "Meu Inimímico (BR) Inimigo de Imitação (PT)" "Enemy Mime"                                     | Nathanael H. Jones e Alexandria Kwan | 22 de julho de 2019 11 de novembro de 2019 31 de março de 2020    | MM103              | 0.39                |
| Mao Mao e sua gangue enfrentam um inimigo capaz de se transformar em qualquer forma, os impedindo de combatê-lo diretamente.                                                                                      |                     |                                                                                                |                                      |                                                                   |                    |                     |
| 9 | 9                   | "Raposa Traiçoeira (BR) A Raposa Matreira (PT)" "Outfoxed"                                     | Phil Ahn e Allison Craig             | 29 de julho de 2019 18 de novembro de 2019 6 de abril de 2020     | MM111              | 0.40                |
| Adorabat tenta provar que a raposa Rufus é do bem, sendo contrariado por Mao Mao. |                     |                                                                                                |                                      |                                                                   |                    |                     |
| 10 | 10                  | "A Vingança de Bao Bao (BR/PT) A Vingança do Bao Bao (PT)" "Bao Bao's Revenge"                 | Emily Oetzell e Chris Ybarra         | 29 de julho de 2019 25 de novembro de 2019 3 de abril de 2020     | MM109              | 0.38                |
| Mao Mao "enfrenta" seu ex-parceiro: um cachorro chamado Bao Bao. |                     |                                                                                                |                                      |                                                                   |                    |                     |
| 11 | 11                  | "Concurso de Popularidade (BR) À Conquista da Popularidade (PT)" "Popularity Conquest"         | Nathanael H. Jones e Alexandria Kwan | 5 de julho de 2019 13 de janeiro de 2020 7 de abril de 2020       | MM113              | 0.34                |
| Não se sentindo popular, Mao Mao entra em um plano do King Snugglemagne. |                     |                                                                                                |                                      |                                                                   |                    |                     |
| 12 | 12                  | "Mao Mao Está Doente (BR) A Doença do Mao (PT)" "Sick Mao"                                     | Emily Oetzell e Chris Ybarra         | 5 de agosto de 2019 2 de dezembro de 2019 9 de abril de 2020      | MM117              | 0.34                |
| Quando Mao Mao está doente e seus amigos vão às batalhas sem ele, Mao Mao tenta provar o contrário. |                     |                                                                                                |                                      |                                                                   |                    |                     |
| 13 | 13                  | "Guerra de Polegares (BR/PT)" "Thumb War"                                                      | Emily Oetzell e Chris Ybarra         | 12 de agosto de 2019 9 de dezembro de 2019 6 de abril de 2020     | MM112              | 0.39                |
| A gangue decide se divertir na competição do Thumb War. |                     |                                                                                                |                                      |                                                                   |                    |                     |
| 14 | 14                  | "Eu Resolvo Sozinho (BR) Herói Mao Solitário (PT)" "All By Mao Self"                           | Nathanael H. Jones e Alexandria Kwan | 12 de agosto de 2019 16 de dezembro de 2019 1 de abril de 2020    | MM105              | 0.40                |
| Mao Mao acha que se ele não se fortalecer, ele não se tornará uma lenda. |                     |                                                                                                |                                      |                                                                   |                    |                     |
| 15 | 15                  | "Ele é o Xerife (BR) Um Novo Xerife (PT)" "He's The Sheriff"                                   | Phil Ahn e Allison Craig             | 19 de agosto de 2019 23 de dezembro de 2019 8 de abril de 2020    | MM115              | 0.34                |
| O rei entra na gangue de Mao Mao, se tornado seu vice por um dia. |                     |                                                                                                |                                      |                                                                   |                    |                     |
| 16 | 16                  | "Bobo Chan"                                                                                    | Nora Meek e Griffith Kimmins         | 19 de agosto de 2019 30 de dezembro de 2019 10 de abril de 2020   | MM119              | 0.31                |
| Badgerclops acha um ovo e depois de rachar, ele o nomeia de Bobo Chan. |                     |                                                                                                |                                      |                                                                   |                    |                     |
| 17 | 17                  | "Pequeno (BR/PT)" "Small"                                                                      | Nathanael H. Jones e Alexandria Kwan | 7 de setembro de 2019 3 de fevereiro de 2020 10 de abril de 2020  | MM120              | 0.43                |
| O pai lendário, crítico e gigante de Mao Mao vem o visitar em seu novo emprego como xerife. |                     |                                                                                                |                                      |                                                                   |                    |                     |
| 18 | 18                  | "A Lenda do Torbaclaun (BR/PT)" "Legend of Torbaclaun"                                         | Phil Ahn e Griffith Kimmins          | 7 de setembro de 2019 27 de janeiro de 2020 9 de abril de 2020    | MM118              | 0.38                |
| Quando os Sweetypies acreditam que a uma lenda misteriosa do Torbaclaun vem ao vale, Mao Mao tenta provar que isso é falso.                                                                                       |                     |                                                                                                |                                      |                                                                   |                    |                     |
| 19 | 19                  | "Apresentando Tanya Keys (BR) A Visita da Tanya Keys (PT)" "Meet Tanya Keys"                   | Nathanael H. Jones e Alexandria Kwan | 7 de setembro de 2019 10 de fevereiro de 2020 15 de julho de 2020 | MM121              | 0.37                |
| Quando a caçadora de recompensas Tanya Keys vem ao vale em busca de Badgerclops, Mao Mao e Adorabat tentam salvar o seu amigo.                                                                                    |                     |                                                                                                |                                      |                                                                   |                    |                     |
| 20 | 20                  | "A Arma Lendária (BR) Arma de Eleição (PT)" "Weapon of Choice"                                 | Angelo Hatgistavrou e Nora Meek      | 7 de setembro de 2019 20 de janeiro de 2020 8 de abril de 2020    | MM116              | 0.33                |
| Mao Mao fica preocupado quando acha que sua espada é um prêmio de consolação glorificado, ele se propõe a provar o valor de sua preciosa arma.                                                                    |                     |                                                                                                |                                      |                                                                   |                    |                     |
| 21 | 21                  | "A Verdade Fedida (BR) A Verdade Tresanda (PT)" "The Truth Stinks"                             | Emily Oetzell e Chris Ybarra         | 14 de setembro de 2019 6 de janeiro de 2020 31 de março de 2020   | MM110              | 0.53                |
| Badgerclops cheira muito mal, mas Mao Mao e Adorabat não sabem como lhe contar. |                     |                                                                                                |                                      |                                                                   |                    |                     |
| 22 | 22                  | "Dia da Troca (BR) Dia de Troca (PT)" "Trading Day"                                            | Phil Ahn e Griffith Kimmins          | 14 de setembro de 2019 17 de fevereiro de 2020 N/D                | MM122              | 0.52                |
| Quando os heróis ouvem que a vida dos outros é mais fácil, eles trocam de papel imediatamente. |                     |                                                                                                |                                      |                                                                   |                    |                     |
| 23 | 23                  | "Chefe Chef (BR) O Grande Chefe (PT)" "Head Chef"                                              | Angelo Hatgistavrou e Nora Meek      | 21 de setembro de 2019 24 de fevereiro de 2020 N/D                | MM123              | 0.48                |
| Mao Mao enfrenta Badgerclops em uma competição para determinar se cozinhar (e ser um herói) é uma arte ou uma ciência.                                                                                            |                     |                                                                                                |                                      |                                                                   |                    |                     |
| 24 | 24                  | "Macacobra, O Começo (BR) Orangocobra, O Início (PT)" "Orangusnake Begins"                     | Nathanael H. Jones e Alexandria Kwan | 21 de setembro de 2019 12 de março de 2020 N/D                    | MM125              | 0.40                |
| Mao Mao incita Orangusnake e os Piratas do Céu a se tornarem realmente terríveis vilões dignos de um herói lendário como ele.                                                                                     |                     |                                                                                                |                                      |                                                                   |                    |                     |
| 25 | 25                  | "Febre da Torta (BR) A Febre da Tarte de Frutos (PT)" "Sugar Berry Fever"                      | Emily Oetzell e Chris Ybarra         | 28 de setembro de 2019 5 de março de 2020 N/D                     | MM124              | 0.48                |
| Mao Mao tenta esconder sua paixão pelo bolo de frutas. |                     |                                                                                                |                                      |                                                                   |                    |                     |
| 26 | 26                  | "Texugo-Capturado (BR) Texugão Sequestrado (PT)" "Captured Clops"                              | Phil Ahn e Griffith Kimmins          | 28 de setembro de 2019 19 de março de 2020 N/D                    | MM126              | 0.42                |
| Badgerclops está cansado de suas responsabilidades no QG do Xerife, então ele se junta aos Piratas do Céu. |                     |                                                                                                |                                      |                                                                   |                    |                     |
| 27 | 27                  | "Flutuando (BR) Meditação (PT)" "Flyaway"                                                      | Angelo Hatgistavrou e Nora Meek      | 5 de outubro de 2019 26 de março de 2020 N/D                      | MM127              | 0.38                |
| Quando Adorabat entra em plano astral no meio da meditação, Mao Mao e Badgerclops tentam trazer sua alma de volta ao mundo real.                                                                                  |                     |                                                                                                |                                      |                                                                   |                    |                     |
| 28 | 28                  | "Disputando Amizade (BR) O Melhor do Desfile (PT)" "Baost In Show"                             | Emily Oetzell e Chris Ybarra         | 5 de outubro de 2019 2 de abril de 2020 N/D                       | MM128              | 0.35                |
| Quando Bao Bao retorna ao vale, King Snugglemagne o usa como animal de estimação. Agora Mao Mao terá que resgatar seu ex-parceiro.                                                                                |                     |                                                                                                |                                      |                                                                   |                    |                     |
| 29 | 29                  | "Medo Profundo (BR) Medos Noturnos (PT)" "Fright Wig"                                          | Nathanael H. Jones e Alexandria Kwan | 12 de outubro de 2019 9 de abril de 2020 N/D                      | MM129              | 0.35                |
| Quando o rei não consegue superar seus medos, ele abusa de ter o Departamento do Xerife de plantão. |                     |                                                                                                |                                      |                                                                   |                    |                     |
| 30 | 30                  | "O Sofá Sorrateiro (BR) O Sofá Novo (PT)" "Sleeper Sofa"                                       | Phil Ahn e Griffith Kimmins          | 12 de outubro de 2019 16 de abril de 2020 N/D                     | MM130              | 0.34                |
| Os Piratas do Céu se infiltram no QG do Xerife dentro de um novo sofá-cama dos heróis, O que causa conflitos entre o trio.                                                                                        |                     |                                                                                                |                                      |                                                                   |                    |                     |
| 31 | 31                  | "Mao Mao Nu (BR) O Mao Mao Vai Nu (PT)" "Mao Mao's Nakey"                                      | Angelo Hatgistavrou e Nora Meek      | 06 de julho de 2020 01 de outubro de 2020 N/D                     | MM131              | ASD                 |
| Quando o Mao Mao perde as roupas a tentar escalar o Coração Puro de Rubi, tem de voltar para o QG de madrugada.                                                                                                   |                     |                                                                                                |                                      |                                                                   |                    |                     |
| 32 | 32                  | "Caneca do Patinho da Sorte (BR) A Caneca do Patinho da Sorte (PT)" "Lucky Ducky Mug"          | Emily Oetzell E Chris Ybarra         | 07 de julho de 2020 08 de outubro de 2020 N/D                     | MM132              | ASD                 |
| Mao Mao faz um voto de silêncio a todos após Badgerclops e Adorabat quebrarem sua caneca preferida. |                     |                                                                                                |                                      |                                                                   |                    |                     |
| 33 | 33                  | "A Criança Solitária (BR) Criança Solitária (PT)" "Lonely Kid"                                 | Nathanael H. Jones e Alexandria Kwan | 08 de julho de 2020 15 de outubro de 2020 N/D                     | MM133              | ASD                 |
| Adorabat se sente magoada em ter problemas em fazer amigos e então como lição, Mao Mao conta a história de como fez seu primeiro amigo de verdade: Bao Bao.                                                       |                     |                                                                                                |                                      |                                                                   |                    |                     |
| 34 | 34                  | "Esforço Compensa (BR) Assalto Aos Piratas (PT)" "Try Hard"                                    | Phil Ahn e Griffith Kimmins          | 09 de julho de 2020 22 de outubro de 2020 N/D                     | MM134              | ASD                 |
| Após um ensinamento de Mao Mao, Adorabat tenta resgatar a dupla do QG de xerifes do seu próprio jeito. |                     |                                                                                                |                                      |                                                                   |                    |                     |
| 35 | 35                  | "O Medo de Fantoches (BR) Medo de Fantoches (PT)" "Scared of Puppets"                          | Angelo Hatgistavrou e Nora Meek      | 10 de julho de 2020 29 de outubro de 2020 N/D                     | MM135              | ASD                 |
| Mao Mao evita admitir que tem medo de fantoches. |                     |                                                                                                |                                      |                                                                   |                    |                     |
| 36 | 36                  | "O Casal Perfeito (BR)/(PT)" "The Perfect Couple"                                              | Danny Ducker e Emily Oetzell         | 13 de julho de 2020 05 de novembro de 2020 N/D                    | MM136              | ASD                 |
| Mao Mao tenta provar para Adorabat e Badgerclops que não existe casal perfeito. |                     |                                                                                                |                                      |                                                                   |                    |                     |
| 37 | 37                  | "Adorapai (BR)/(PT)" "Adoradad"                                                                | Nathanael H. Jones e Alexandria Kwan | 14 de julho de 2020 12 de novembro de 2020 N/D                    | MM137              | ASD                 |
| Quando o pai de Adorabat a proíbe de trabalhar no departamento por achá-lo perigoso, ela tenta provar que é capaz de cuidar de si mesma.                                                                          |                     |                                                                                                |                                      |                                                                   |                    |                     |
| 38 | 38                  | "Super Explosão Mortal (BR) Texugão-Explosão de Fogo (PT)" "Badge-A-Fire Explosion"            | Phil Ahn e Griffith Kimmins          | 15 de julho de 2020 19 de novembro de 2020 N/D                    | MM138              | ASD                 |
| Ao sair de um estado raro de criatividade hiperfocada, Badgerclops pode ter feito algo capaz de destruir o reino.                                                                                                 |                     |                                                                                                |                                      |                                                                   |                    |                     |
| 39 | 39                  | "Zombar até Cair (BR) A Rainha das Piadas (PT)" "Zing Your Heart Out"                          | Angelo Hatgistavrou e Nora Meek      | 16 de julho de 2020 26 de novembro de 2020 N/D                    | MM139              | ASD                 |
| Quando Adorabat começa a importunar todo mundo com seu novo poder, ela se torna uma ameaça para todo o reino. |                     |                                                                                                |                                      |                                                                   |                    |                     |
| 40 | 40                  | "Companheiros de Quarto Inusitados (BR) Estranhos Colegas de Quarto (PT)" "Strange Bedfellows" | Nathanael H. Jones e Emily Oetzell   | 17 de julho de 2020 3 de dezembro de 2020 N/D                     | MM140              | ASD                 |
| Após uma batalha insana, Mao Mao e Orangusnake vão parar no mesmo quarto de hospital. Mas, mesmo completamente enfaixados, os dois inimigos continuam a lutar.                                                    |                     |                                                                                                |                                      |                                                                   |                    |                     |

## Personagens
- Mao Mao (dublado por Parker Simmons), um  gato que fica preso no Pure Heart Valley, onde passa tempo ajudando os cidadãos. Ele é heróico e capaz, mas pode ser um pouco narcísico. No entanto, ele coloca outras pessoas à sua frente e cuida do bem-estar de seus amigos e do povo do Pure Heart Valley. Muitas de suas inseguranças pessoais resultam de uma vida de negligência de sua família heróica. Mao Mao originalmente tinha um rabo, mas ele o perdeu durante uma aventura com seu parceiro original, Bao Bao, enquanto escapava de um monstro. Ele e seu parceiro Badgerclops vivem juntos em uma casinha e criam Adorabat juntos para se tornar um dos maiores heróis da história, a fim de corresponder às expectativas de sua família. Ele empunha uma espada katana que produz luz intensa que ele nomeou "Geraldine".
- Badgerclops (dublado por Griffith Kimmins) ou Texuguloso (BR)/Texugão (PT), um atrevido cyborg  texugo com um braço robótico e um tapa-olho, e o co-herói e parceiro de Mao Mao. Suas aventuras são principalmente para comida e, apesar de estar bem equipado, prefere não ser físico. Apesar disso, ele sempre se mantém ao lado de Mao Mao para que seu bem-estar o mantenha a salvo de seu comportamento autodestrutivo. Ele costumava fazer parte de uma gangue chamada Thicket Thieves (Ladrões do Matagal BR) antes de se juntar a Mao Mao. Nos curta metragens do piloto, ele era originalmente um urso polar chamado Bearclops.
- Adorabat (dublada por Lika Leong), uma bonitinha, azul, morcego fêmea de cinco anos de idade, residente no Pure Heart Valley que anseia por ser aventureira, e se junta aos heróis do Coração Puro como uma dos companheiros e uma ajudante de Mao Mao. Ela é mal-humorada e empolgada e admira seu herói Mao Mao, com quem deseja ser um dia. Embora dificilmente mostrada, ela frequenta a escola primária, onde parece ser a melhor aluna que controla todos os outros.

### Personagens de Suporte

#### Residentes do Pure Heart Valley (Sweetypies)
- O Rei Snugglemagne ou Aristomágno (BR), o 25º (dublado por Simmons), o rei leão do Pure Heart Valley. Ele é vaidoso e afeminado, mas pode ser muito manipulador e mostra ter um lado escandaloso também.
- Scoops (dublada por Wilson), uma burrinha pequena que publica as notícias no Pure Heart Valley.
- Camille (dublada por Wilson), uma  camaleoa e técnica em mágica do Pure Heart Valley.
- Honey ou Mel (BR), uma esquilo-voador e aprendiz silenciosa de Camille.
- Chef Rhett (dublado por Blacha), o chef real do Pure Heart Valley.
- Pinky (dublado por Kimmins), um pequeno rinoceronte rosa "irritante" do Pure Heart Valley.
- Ketchup (dublada por Wilson), uma fofa castor rosa com interesses estranhos.
- Kevin (dublado por Kimmins), um pequeno porco-espinho azul sem dedos.
- Chubbum (dublado por Blacha) ou Buchinho (BR), um sapo abobalhado que é muito amigável.
- Mail Mole (dublado por Chris Prynoski) ou Cartoupeira (BR), uma toupeira que cuida do correio do Pure Heart Valley.
- Ol 'Blue (dublado por Blacha) ou apenas Azul (BR), um cidadão de Pure Heart Valley, que é terapeuta e não se impressiona facilmente.
- Marion (dublada por Wilson), uma égua no Pure Heart Valley que está sempre malhando.
- Benny (dublado por McCulloch), um cachorro amarelo que é cidadão do Pure Heart Valley e forma um casal com Penny.
- Penny (dublada por Leong), uma cadela cor-de-rosa que é cidadã do Pure Heart Valley e forma um casal com Benny.
- Fazendeiro Bun (dublado por Simmons) ou Rancheiro (BR), um coelho de cor salmão habitante do Pure Heart Valley com um grande chapéu laranja, ele tem uma fazenda e seu sustento são tortas (ou tarte de frutos).
- Muffins (dublada por Wilson), uma rata no Pure Heart Valley que é uma padeira e assa bolos. Adorabat parece não gostar dela.
- Silly Billy (dublado por Blacha) ou Tião Bobão (BR), um elefante violeta que é um âncora de um jornal no Pure Heart Valley.
- Clark Lockjaw (dublado por Leong) ou Clark Falador (BR), uma pequena foca azul que é repórter no Pure Heart Valley.
- Professor (dublado por Andy Daly), o professor da escola de Adorabat no Pure Heart Valley.

#### Família de Mao Mao
- Shin Mao (dublado por Clancy Brown), pai de Mao Mao, que parecia ter um relacionamento tenso com ele. Ele presenteou Mao Mao com sua katana de ouro "Geraldine", dando às irmãs armas mais impressionantes. É revelado que ele é menor do que Mao Mao e no final acaba aprendendo a gostar mais de seu filho.
- Brunhilde Mao, uma grande cavaleira com uma lança dourada que pode perfurar qualquer coisa.
- Amala Mao, uma ninja com um lenço dourado que concede vôo supersônico.
- Minori Mao, uma monge com um chapéu dourado que pode armazenar itens infinitos.
- Uma artista marcial com pulseiras de ouro que garantem defesa impenetrável.
- Uma feiticeira com contatos oculares dourados que oferecem uma visão incrível.
- Mãe de Mao Mao, que certa vez informou seu filho que seu pai estava visitando.
- Tio Jim Jim (dublado por Simmons), tio de Mao Mao que, apesar de ser um espírito, ainda está tecnicamente vivo e possivelmente um bárbaro.
- O Trizavô Paterno Twig (dublado por Kimmins), ancestral de Mao Mao que era um guerreiro de sumô.
- Tia Bizavó Blackbeard ou Barba Negra (BR) (dublada por Colleen Clinkenbeard), tia de Mao Mao que era uma guerreira pirata.

#### Outros
- Bao Bao (dublado por Prynoski), o parceiro original de Mao Mao, um comum Akita (cachorro) com uma espada que faz truques incríveis.
- Tanya Keys (dublada por Ming-Na Wen), ex-parceira de Mao Mao, que ganha a vida como caçadora de recompensas. Ela gosta de mexer com ele, mas quer que ele seja mais despreocupado como ela, apesar do desgosto de Mao Mao por ela ser uma caçadora de recompensas e não uma heroína. Mao Mao pode ter um interesse romântico nela, Tanya Keys tem um visual diferenciado dos outros, poder de transformação e transformar objetos em outras coisas.

## Recepção
Nick Valdez no site do Comic Book classificou a série como "Cheio de ação elegante, design forte de personagens e nostalgia adorável, [...] também é pura felicidade. [...] Cores brilhantes, um incrível tema de abertura e até algumas influências de anime contribuem para uma série que capta perfeitamente a diversão de desenhos de aventuras do final dos anos 80 como He-Man: Masters of the Universe , mas se diferencia do que é antes, não ter medo de se deleitar com a loucura inerente a essas premissas." "lindos cenários e trabalho em linhas arrojadas, os personagens se movem com uma impressionante fluidez. Isso também ajuda nos momentos menores, já que os gags visuais recebem um pouco mais de suco do trabalho de animação. Os inimigos da série também são divertidos de assistir, pois sua fusão Sonic- Hedgehog de animais peculiares e robótica resulta em deliciosas trocas de diálogos e movimentos de espada." "Mas nem tudo é nostalgia, pois Heroes of Pure Heart definitivamente faz algumas grandes melhorias no gênero de ação e aventura, fornecendo um trio com personalidades e falhas interessantes logo de cara. Se você notou o uso da palavra "demissão" ao falar sobre Mao Mao, é porque ele já possui um arco de caráter convincente, pois pode estar fazendo as coisas pelas razões erradas. Não é malicioso e, em vez disso, imbui-o com um nível de ansiedade muito relacionável borbulhando logo abaixo da superfície." O site a classificou com a nota de 5/5.

Dave Trumbore no site Collider ressaltou que "Ele teve um bom começo e um grande coração (e Adorabat o levará longe), resta apenas ver o quanto a mitologia original fará parte da narrativa. Assim como Adventure Time , Steven Universe e OK KO! Levou algum tempo para construir o drama dos bastidores, Mao Mao poderia se beneficiar de uma narrativa mais profunda a longo prazo. Mas, por enquanto, estamos felizes em aventuras fofas e originais com esse trio. Lá recebeu uma nota de 3/5.